# Anders Gustaf Dahlbom
Anders Gustaf Dahlbom (3 mars 1806-3 mai 1859) est un  entomologiste suédois.
Dahlbom est né à Härberga dans le comté d'Östergötland, fils d'un chirurgien de l'armée. Il s'inscrit à l'université de Lund en 1825, obtient une maîtrise de philosophie en 1829. Il devient ensuite docent en histoire naturelle en 1830, adjoint en entomologie en 1841 puis professeur extraordinaire en 1857.
Aidé de fonds publics, il dirige plusieurs expéditions au nord de la Suède et dans les régions montagneuses où il avait accompagné autrefois son professeur le dipterologue Johan Wilhelm Zetterstedt. Son travail le plus important est Hymenoptera europaea praecipue borealia (1843-1853), un ouvrage fondamental dans l'étude des hyménoptères.